# Johan Widerberg
Johan Olof Widerberg (* 16. März 1974 in Stockholm) ist ein schwedischer Schauspieler und Drehbuchautor.

## Leben
Johan Olof Widerberg wurde am 16. März 1974 als Sohn des berühmten schwedischen Regisseurs Bo Widerberg und Ann-Christin Santessons in Stockholm geboren.
Schon in jungen Jahren brachte sein Vater den eher introvertierten Jungen zum Film. Nach und nach erkannte er dann das außerordentliche Talent seines Sohnes. Oft bekam Widerberg kleinere Rollen in den Filmen seines Vaters und sammelte so schon als Kind wertvolle Erfahrungen im Schauspielberuf.
Als Widerberg 14 Jahre alt war, verließ sein Vater die Familie wegen einer anderen Frau. Daraufhin brach er den Kontakt mit seinem Vater ab. Wenig später entschied er sich die Schule vorzeitig zu verlassen und von zu Hause wegzuziehen. Zur gleichen Zeit stand er für eine Fernsehserie vor der Kamera. Nachdem die Dreharbeiten beendet waren, nahm sich Widerberg vor, nie wieder vor der Kamera zu stehen. Diesen Vorsatz verwarf er jedoch schnell wieder und nahm ein weiteres Engagement in einer Fernsehserie an. Auch Filmangebote ließen nicht auf sich warten und zu Beginn der neunziger Jahre nahm er schließlich wieder Kontakt zu seinem Vater auf.
Nach langer Zeit wurde nun wieder eine Zusammenarbeit zwischen Vater und Sohn möglich. Im Film Schön ist die Jugendzeit, bei dem Bo Widerberg Regie führte, spielte Johan den 15-jährigen Stig, der sich im Kriegsjahr 1943 in seine Lehrerin, gespielt von Marika Lagercrantz, verliebt. Hohe Erwartungen und Spekulationen rankten sich um diesen Film. Widerberg und sein Vater reisten durch die ganze Welt, um Werbung dafür zu machen. Als bester fremdsprachiger Film wurde er 1996 für den Oscar nominiert. Nach diesem Erfolg plante Bo Widerberg weitere Projekte mit seinem Sohn. Daraus wurde jedoch nichts, da der Regisseur 1997 überraschend an Magenkrebs verstarb. Für Johan Widerberg bedeutete das einen schweren Schlag, nachdem es ihn eine lange Zeit und Überwindung gekostet hatte, sich mit seinem Vater auszusöhnen.
Widerberg flüchtete sich wieder in die Arbeit und drehte eine Reihe weiterer Filme. Sein größter Erfolg gelang ihm nach dem Tod seines Vaters mit Das Glück kommt morgen (Under solen), der unter der Regie von Colin Nutley inszeniert und später für den Oscar als bester fremdsprachiger Film nominiert wurde. In diesem Film bewies Johan Widerberg die große Vielseitigkeit seiner Darstellungsmöglichkeiten und konnte erneut überzeugen. Im Jahr 1999 erhielt er außerdem die Auszeichnung des besten „Shooting Stars“ in Europa.
Widerberg spielte zu dieser Zeit auch Theater. Seine Paraderolle war die des Dorian Gray im weltberühmten, von Oscar Wilde verfassten, Drama Das Bildnis des Dorian Gray. 2001 kollabierte er im Theater von Malmö während dieses Stückes. Als Ursache dafür wurde eine Herzbeutelentzündung festgestellt.
Widerberg engagiert sich auch als Drehbuchautor. So verfasste er u. a. zusammen mit der schwedischen Drehbuchautorin Sara Heldt die Drehbücher für einige Folgen der TV-Serie Mord im Mittsommer.
Johan Widerberg ist mit der 5 Jahre jüngeren schwedischen Schauspielerin Tuva Novotny liiert, die im Jahr 2000 zur bestaussehenden Frau Schwedens gewählt wurde.

## Filmografie (Auswahl)
- 1976: Mannen på taket
- 1980: Rött och svart
- 1984: Der Mann aus Mallorca (Mannen från Mallorca)
- 1986: Ormens väg på hälleberget
- 1992: Nordexpressen
- 1993: Augustitango
- 1994: Ev byte
- 1994: Polismördaren
- 1995: Schön ist die Jugendzeit (Lust och fägring stor)
- 1996: Juloratoriet
- 1996: Svart, vitt, rött
- 1997: Selma und Johanna (Selma & Johanna – en roadmovie, Fernsehfilm)
- 1998: Das Glück kommt morgen (Under solen)
- 1998: Lithivm
- 2000: På fremmed mark
- 2003: Norrmalmstorg (Fernsehfilm)
- 2004: Ocean’s 12
- 2011: Happy End
- 2015: Modus – Der Mörder in uns (Modus; Fernsehserie, 8 Folgen)
- 2015: Ein Mann namens Ove (En man som heter Ove)
- 2016–2018: Springflut (Springfloden; Fernsehserie, 12 Folgen)
- 2017: Die Frau des Nobelpreisträgers (The Wife)
- 2017: Saknad (Fernseh-Miniserie, 4 Folgen)
- 2017: Vilken jävla cirkus
- 2019: The Spy
- seit 2020: Kommissar Bäckström (Bäckström, Fernsehserie)